# Powell Island
Powell Island är en ö i Antarktis. Den ingår i ögruppen Sydorkneyöarna nordost om Antarktiska halvön. Argentina och Storbritannien gör anspråk på området. Arean är 24,6 kvadratkilometer.
Terrängen på Powell är lite kuperad. Öns högsta punkt är 567 meter över havet. Den sträcker sig 11,9 kilometer i nord-sydlig riktning, och 4,4 kilometer i öst-västlig riktning.
På Powell Island finns udden Cape Faraday.